# Леонард Івановський
Леонард Івановський (2 листопада 1845, Лебідка (нині в межах с. Галавічполе, Щучинський район, Білорусь — 15 жовтня 1919) — білоруський громадський діяч.

## Біографія
Навчався у Віленській гімназії, згодом закінчив Петербурзький технологічний інститут (1868), де здобув фах інженера-технолога. Потім станом на 1891 рік працював на промислових будовах Сибіру, Уралу та інших регіонів Російської імперії, близько 15 років провів у місцевості Червоне Новохоперського повіту Воронезької губернії. Згодом перебрався у Варшаву, а не пізніше 1899 року влаштувався в Петербурзі. Тут досяг вершини своєї професійної кар'єри: став дійсним державним радником, членом Технологічного комітету Головного акцизного управління і керівником його капітального відділу, а також членом Державної Ради у справах харчових продуктів. Іванівський часто виїжджав за кордон, добре знав декілька мов. Співпрацював з Дмитром Менделєєвим, разом з ним їздив у Лондон, де в Королівському хімічному суспільстві перекладів на англійську мову зробив доповідь про періодичну систему хімічних елементів. Під час Першої світової війни відмовився від державної служби і повернувся в Лебідку.
Івановський багато дбав про розвиток і вдосконалення господарства в Лебідці, яку отримав у спадок. Поступово збільшив її до 500 га, задренував рольні ґрунти, засадив лісом облоги, обладнав сільськогосподарськими машинами, побудував паровий млин. Особливу увагу приділяв садівництву. У садовому господарстві було випробувано близько 400 сортів яблунь, 100 — груш і 80 — слив, вишень, черешень. Фрукти з Лебідки вивозили на різноманітні ринки, двічі її господар отримував золоту медаль на виставках сільгосппродукції. Варшавське Садівниче товариство обрало Іванівського головою. У перші роки XX ст. в Лебідці було завершене будівництво нової сімейної резиденції.
Діяльність Леонардо Іванівського була спрямована на те, щоб перетворити Лебідку в зразкову серцевину агротехнічного прогресу. Для розвитку садівництва у 1888 році він почав продаж щеплених саджанців, пристосованих до місцевих кліматичних ґрунтових умов. Організовував виставки зернових, овочів, фруктів і домашньої худоби. Добував кошти в міністерстві сільського господарства на нагороди учасникам виставки, в основному — малоземельним селянам. Організовував агрономічні консультації, дбав про забезпечення хліборобів кращими сортами насіння, саджанців та племінної худоби. Молодих селян брали в маєтку на практику в галузі садівництва, бджільництва, тваринництва і рослинництва. У 1913 році передбачалося відкрити курси молочного виробництва. Однак незабаром війна і окупація зруйнували господарство.
У шлюбі з Ядвігою Райхель мав п'ятеро дітей: Єжи, Вацлава, Тадеуша, Олену та Станіслава. Популярність отримали: Єжи Івановський — польський політик, громадський діяч; Вацлав Івановський — білоруський політичний і громадський діяч, доктор технічних наук; Тадеуш Івановський (Тадас Іванаускас) — литовський вчений-біолог.